# RIHWAN
RIHWAN(본명: 김리환, 1997년 3월 25일 ~ )은 대한민국의 가수, 일렉트로니카 프로듀서이다. 인디펜던트로 활동중이며, 2018년 5월 26일 첫번째 싱글 《STARLIGHT》을 발매하면서 데뷔했다.

## 음반

### 싱글
| 발매일     | 앨범                  | 곡                                                        |
| ---------- | --------------------- | --------------------------------------------------------- |
| 2018.05.26 | STARLIGHT             | STARLIGHT                                                 |
| 2019.02.27 | Macaron               | Macaron Macaron (Inst.)                                   |
| 2019.03.25 | Butterfly             | Butterfly                                                 |
| 2019.12.19 | You know !            | You know !                                                |
| 2020.11.26 | Reynisfjara           | Reynisfjara 레이니스파라 Reynisfjara 레이니스파라 (Inst.) |
| 2021.02.03 | Macaron (Zancy Remix) | Macaron (Zancy Remix)                                     |
| 2021.04.15 | my moon               | my moon my moon (Inst.)                                   |

1. ↑  시인이신 할아버지께서 지어주신 이름이다.
2. ↑  인천 길병원에서 태어났지만, 3살부터는 서울에서 살고있다.
3. ↑  마카롱을 처음 한 입 먹어보고 황홀했던 느낌을 간직하고 싶어 만든 곡이다.
4. ↑  드랍의 멜로디 모양이 나비같아서 일단 제목을 나비로 지었다고 한다. 그 후 옆에 있는 전신거울을 보고 초라한 자신의 모습에 애벌레같다는 생각을 하게 됐고, 예쁘게 차려입고 변신하는 모습을 나비가 된다고 비유하여 가사를 썼다.
5. ↑  유노윤호를 존경하여 만든 곡이었다. 열정이 넘치고 포기를 모르는 그런 가사인데...
6. ↑  꽃보다청춘 아이슬란드편을 보다가 '찬 것과 뜨거운 것이 만나 화산재로 만들어진 검은 모래 위에 새하얀 파도 물감을 부어 만든 그림같은 바다 레이니스파라'라는 자막을 보고 영감을 받은 곡이다. 우울증이 찾아왔을 때, 바다를 보며 쓴 가사로 완성시켰다.
7. ↑  프랑스 프로듀서 Zancy의 리믹스